# Amazonas de Araújo Marcondes
Amazonas de Araújo Marcondes (Palmas, 17 de dezembro de 1847 — União da Vitória, 23 de dezembro de 1924) foi um empresário, Coronel (da Guarda Nacional) e político brasileiro.

## Biografia
O Coronel Amazonas de Araújo Marcondes era filho de Francisco Inácio de Araújo Pimpão e de d. Maria Josefa de França. Seus estudos foram realizados em sua cidade natal (Palmas - interior da recém criada província do Paraná), Castro e Palmeira. Em sua mocidade, alistou-se no exército como voluntário para combater o inimigo da nação na Guerra do Paraguai e retornou, deste conflito, como sargento.
Seu pai era proprietário da "Cruzeiro", uma vasta fazenda em Palmas que criava gado e cavalos e como a distância entre a fazenda e a capital da província era grande, ocasionava a morosidade do reabastecimento de itens básicos para o negócio. Neste sentido, Amazonas viu uma oportunidade comercial e ajudar o seu pai em relação ao abastecimento e assim conseguiu uma autorização imperial para explorar a navegação (Decreto Imperial no. 7248 de 19 de abril de 1879). Em meados de 1879 estabeleceu-se na margem esquerda do Rio Iguaçu (região da atual cidade de União da Vitória) pois sua autorização permitia-lhe a exploração deste ponto até o porto de Caiacanga. Inicialmente trabalhou com jangadas e canoas e em 27 de dezembro de 1882 lançou sua primeira embarcação a vapor; o "Cruzeiro" (em homenagem à fazenda do seu pai). Logo em seguida colocou na linha os vapores “Visconde de Guarapuava” e “Brasil”.
Com os serviços realizados em sua empresa de transporte fluvial, desenvolveu várias regiões à beira do Rio Iguaçu, bem como, o comércio e a indústria ervateira, e hoje é considerado o patriarca e fundador da cidade de Porto União da Vitória (desmembradas, anos depois, em União da Vitória e Porto União) e fundador da cidade de Porto Amazonas (antigo porto de Caiacanga e que possui este nome em homenagem ao coronel).
Em 1891 recebeu da Escola Livre de Engenharia do Rio de Janeiro o diploma em Honoris Causa, nomeando-o Engenheiro Florestal e em 6 de março de 1892 foi nomeado coronel comandante da Guarda Nacional de Palmeira.
Também foi deputado estadual, por várias legislaturas, prefeito de União da Vitória (por 4 mandatos) e participou da Comissão dos Limites Brasil-Argentina.
O Coronel Amazonas de Araújo Marcondes faleceu, aos 77 anos de idade, na terça-feira dia 23 de dezembro de 1924.
A cidade que o coronel ajudou a fundar, União da Vitória, batizou um logradouro homenageando o empresário que trouxe o desenvolvimento para a região. Essa homenagem é no nome da Praça Coronel Amazonas de Araújo Marcondes.
| Vapor “Iguassu”, junto ao porto da firma Conrado Burher, em Porto Amazonas, em 1930. Fazia a navegação no Rio Iguaçu entre os portos de União da Vitória e Porto Amazonas. | Vapor “Visconde de Guarapuava” da Firma de Amazonas de Araújo Marcondes, em sua viagem inaugural, saindo de União da Vitória com destino a Porto Amazonas, em 1889. |
| --- | --- |
| | |